# Campiglossa matsumotoi
Campiglossa matsumotoi este o specie de muște din genul Campiglossa, familia Tephritidae. A fost descrisă pentru prima dată de Tokuichi Shiraki în anul 1968. Conform Catalogue of Life specia Campiglossa matsumotoi nu are subspecii cunoscute.